# Ardisia kainantuensis
Ardisia kainantuensis är en viveväxtart som beskrevs av Herman Otto Sleumer. Ardisia kainantuensis ingår i släktet Ardisia och familjen viveväxter. Inga underarter finns listade i Catalogue of Life.